# Brodar (Višegrad, BiH)
Brodar je naseljeno mjesto u općini Višegradu, Republika Srpska, BiH.

## Stanovništvo
Nacionalni sastav stanovništva prema popisnim godinama bio je sljedeći:
|           | 1991. | 1981. | 1971. |
| --------- | ----- | ----- | ----- |
| Muslimani | 52    | 108   | 122   |
| Ukupno    | 52    | 108   | 122   |

| Naseljena mjesta općine Višegrad – popis 1991. | Naseljena mjesta općine Višegrad – popis 1991. |
| --- | ---------------------------------------------- |
| |                                                |
| Ajdinovići • Babin Potok • Ban Polje • Barimo • Batkovica • Batkušići • Bijela • Biljezi • Bistrivode • Bjegovići • Bjeljajci • Blace • Blaž • Bodežnik • Bogdašići • Bogilice • Borovac • Brezje • Brodar • Bursići • Crijep • Crnčići • Crni Vrh • Čengići • Češalj • Ćaćice • Dobrunska Rijeka • Donja Brštanica • Donja Crnča • Donja Jagodina • Donja Lijeska • Donje Dubovo • Donje Štitarevo • Donje Vardište • Donji Dobrun • Donji Dubovik • Dragomilje • Drina • Drinsko • Drokan • Dubočica • Dušče • Džankići • Đipi • Đurevići • Faljenovići • Gazibare • Glogova • Gornja Brštanica • Gornja Crnča • Gornja Jagodina • Gornja Lijeska • Gornje Dubovo • Gornje Štitarevo • Gornji Dobrun • Gornji Dubovik • Granje • Greben • Hadrovići • Haluge • Hamzići • Han Brdo • Holijaci • Holijačka Luka • Hranjevac • Jablanica • Jarci • Jelačići • Jelašci • Jelići • Jezernice • Kabernik • Kamenica • Kapetanovići • Klašnik • Klisura • Kočarim • Kopito • Koritnik • Kosovo Polje • Kragujevac • Kuka • Kupusovići • Kurtalići • Kustur Polje • Lasci • Loznica • Macute • Madžarevići • Mala Gostilja • Mangalin Han • Masali • Međeđa • Međuselje • Menzilovići • Meremišlje • Miloševići • Mirlovići • Mramorice • Mušići • Nebogovine • Nezuci • Obravnje • Odžak • Okolišta • Okrugla • Omerovići • Oplave • Orahovci • Palež • Paočići • Pijavice • Podgorje • Poljanice • Polje • Povjestača • Pozderčići • Prelovo • Presjeka • Pretiša • Prisoje • Raonići • Repuševići • Resnik • Rijeka • Rodić Brdo • Rohci • Rujišta • Rutenovići • Rzav • Sase • Sendići • Smriječje • Staniševac • Stolac • Stražbenice • Šeganje • Šip • Šumice • Trševine • Tupeši • Turjak • Tusta Međ • Tvrtkovići • Ubava • Uništa • Ušće Lima • Veletovo • Velika Gostilja • Velje Polje • Velji Lug • Višegrad • Višegradska Banja • Vlahovići • Vodenice • Vučine • Zagorac • Zakrsnica • Zanožje • Zemljice • Zlatnik • Žagre • Žlijeb |                                                |
| |                                                |
| Napomena: Na popisima 1971. i 1981. godine, postojala su i naseljena mjesta: Hrtar i Kaoštice. Na popisu 1981. godine postojalo je i naseljeno mjesto Uzamnica. Ova naselja su na popisu 1991. godine ukinuta i pripojena drugim naseljenim mjestima. Na popisima 1971. i 1981. godine postojala su i naseljena mjesta: Bosanska Jagodina, koja je na popisu 1991. godine podijeljena na naseljena mjesta: Donja Jagodina i Gornja Jagodina i Dobrun koji je na popisu 1991. godine podijeljen na naseljena mjesta: Donji Dobrun i Gornji Dobrun. |                                                |

| Naseljena mjesta općine Višegrad – popis 1991. | Naseljena mjesta općine Višegrad – popis 1991. |
| --- | ---------------------------------------------- |
| |                                                |
| Ajdinovići • Babin Potok • Ban Polje • Barimo • Batkovica • Batkušići • Bijela • Biljezi • Bistrivode • Bjegovići • Bjeljajci • Blace • Blaž • Bodežnik • Bogdašići • Bogilice • Borovac • Brezje • Brodar • Bursići • Crijep • Crnčići • Crni Vrh • Čengići • Češalj • Ćaćice • Dobrunska Rijeka • Donja Brštanica • Donja Crnča • Donja Jagodina • Donja Lijeska • Donje Dubovo • Donje Štitarevo • Donje Vardište • Donji Dobrun • Donji Dubovik • Dragomilje • Drina • Drinsko • Drokan • Dubočica • Dušče • Džankići • Đipi • Đurevići • Faljenovići • Gazibare • Glogova • Gornja Brštanica • Gornja Crnča • Gornja Jagodina • Gornja Lijeska • Gornje Dubovo • Gornje Štitarevo • Gornji Dobrun • Gornji Dubovik • Granje • Greben • Hadrovići • Haluge • Hamzići • Han Brdo • Holijaci • Holijačka Luka • Hranjevac • Jablanica • Jarci • Jelačići • Jelašci • Jelići • Jezernice • Kabernik • Kamenica • Kapetanovići • Klašnik • Klisura • Kočarim • Kopito • Koritnik • Kosovo Polje • Kragujevac • Kuka • Kupusovići • Kurtalići • Kustur Polje • Lasci • Loznica • Macute • Madžarevići • Mala Gostilja • Mangalin Han • Masali • Međeđa • Međuselje • Menzilovići • Meremišlje • Miloševići • Mirlovići • Mramorice • Mušići • Nebogovine • Nezuci • Obravnje • Odžak • Okolišta • Okrugla • Omerovići • Oplave • Orahovci • Palež • Paočići • Pijavice • Podgorje • Poljanice • Polje • Povjestača • Pozderčići • Prelovo • Presjeka • Pretiša • Prisoje • Raonići • Repuševići • Resnik • Rijeka • Rodić Brdo • Rohci • Rujišta • Rutenovići • Rzav • Sase • Sendići • Smriječje • Staniševac • Stolac • Stražbenice • Šeganje • Šip • Šumice • Trševine • Tupeši • Turjak • Tusta Međ • Tvrtkovići • Ubava • Uništa • Ušće Lima • Veletovo • Velika Gostilja • Velje Polje • Velji Lug • Višegrad • Višegradska Banja • Vlahovići • Vodenice • Vučine • Zagorac • Zakrsnica • Zanožje • Zemljice • Zlatnik • Žagre • Žlijeb |                                                |
| |                                                |
| Napomena: Na popisima 1971. i 1981. godine, postojala su i naseljena mjesta: Hrtar i Kaoštice. Na popisu 1981. godine postojalo je i naseljeno mjesto Uzamnica. Ova naselja su na popisu 1991. godine ukinuta i pripojena drugim naseljenim mjestima. Na popisima 1971. i 1981. godine postojala su i naseljena mjesta: Bosanska Jagodina, koja je na popisu 1991. godine podijeljena na naseljena mjesta: Donja Jagodina i Gornja Jagodina i Dobrun koji je na popisu 1991. godine podijeljen na naseljena mjesta: Donji Dobrun i Gornji Dobrun. |                                                |